# Marta Landín
Marta Landín Liste (Mellid, provincia de La Coruña, 12 de febrero de 1973) es una periodista y presentadora española.

## Biografía
Es licenciada en Periodismo por la Universidad Europea de Madrid y doctora en Relaciones Internacionales por la Facultad de Ciencias Políticas y Sociología (Universidad Complutense de Madrid). Fue becaria en Antena 3 Radio, TVE, TVG, AGN (Axencia Galega de Noticias) y colaboradora del programa Gente de TVE. En 1997 se incorpora a la Radio Galega como corresponsal en Madrid. 
En el 1998 pasa a TVG, donde ejerció como redactora hasta 2004. Ese año es nombrada delegada de la cadena en Madrid hasta 2007. Marta llegó a Telemadrid en enero de 2007 para copresentar Telenoticias 1 (TN1) a las 7h00 con Álvaro de los Santos. Desde entonces trabaja en Telemadrid. Primero como redactora de los informativos de fin de semana, para más tarde presentar los informativos. 
Desde mayo de 2008 a julio de 2010 fue presentadora de Madrid directo en sustitución de Inmaculada Galván, que dejaba entonces el veterano magacín de Telemadrid después de quince años para fichar por TVE. Landín había sido desde septiembre de 2007, presentadora de Telenoticias Fin de semana con Vicente Gil Lázaro en Telemadrid.
En septiembre de 2010 se reincorporó como reportera de Telenoticias 2 en Telemadrid y en otoño de 2014 presentó la sección Tú y Madrid de los informativos de fin de semana y desde abril de 2016 en el programa Madrid Contigo dirigido y presentado por Inmaculada Galván.
En 2013 colaboró en el semanario digital Sierra Norte Digital.
Entre septiembre de 2017 y septiembre de 2018 presentó Buenos días, Madrid  con Santi Acosta y Cristina Ortega, bajo dirección del propio Santi Acosta. Desde septiembre de 2018 es redactora del área de Nacional de Telenoticias.

## Premios
Ganadora del Premio Solidario ONCE de la Comunidad de Madrid 2017, en la categoría de Programa.